# Pacto de não agressão soviético-polonês
O pacto de não agressão soviético-polonês (em polonês/polaco:  Polsko-radziecki pakt o nieagresji, em russo:  Pakt o nenapadenii mezhdu SSSR i Pol’shey) foi um tratado internacional de não-agressão assinado em 1932 por representantes da Polônia e da União Soviética. O pacto foi rompido unilateralmente pela União Soviética em 17 de setembro de 1939, durante a invasão nazista e soviética da Polônia.

## Histórico
Após a Guerra Polaco-Soviética, as autoridades polonesas seguiram uma política de "distância igual" entre a Alemanha e a União Soviética. A maioria dos políticos polacos, tanto de esquerda como de direita, acreditavam que a Polônia deveria confiar sobretudo na crucial aliança com a França, que remonta à Primeira Guerra Mundial, e não deveria apoiar a Alemanha ou a União Soviética.
Para normalizar os contatos bilaterais com a União Soviética, negociações tiveram início em janeiro de 1926 para preparar um tratado de não-agressão. O tratado seria para consolidar os ganhos poloneses da Paz de Riga e deveria ser equilibrado por um pacto semelhante assinado com a Alemanha. No entanto, as negociações com a Alemanha não foram iniciadas, e as conversações polaco-soviéticas foram interrompidas em junho de 1927, depois que a Grã-Bretanha rompeu relações diplomáticas com a URSS e o plenipotenciário soviético Pyotr Voykov foi assassinado em Varsóvia. Em vez disso, a Polônia foi aplicada ao Pacto Kellogg-Briand de 1928. As negociações polaco-soviéticas foram retomadas em Moscou, em 1931. O pacto foi finalmente assinado em 25 de julho de 1932, com vigência por um período de três anos. As ratificações foram trocadas em Varsóvia, em 23 de dezembro de 1932, e entraram em vigor no mesmo dia. Foi registrada na League of Nations Treaty Series, em 9 de janeiro de 1933.  Em 5 de maio de 1934, foi prorrogado para 31 de dezembro de 1945, sem alteração. Entre outros assuntos, os dois lados concordaram em renunciar à violência nas relações bilaterais, para resolver os seus problemas através de negociações e renunciar a qualquer conflito armado ou alianças visando o outro lado.
Em 23 de setembro de 1938, a União Soviética enviou uma nota ao governo polaco, até então, informando-o que o pacto será considerado nulo e sem efeito, no caso de participação da Polônia na ocupação da Checoslováquia. No entanto, esta ameaça não foi realizada, pois o governo soviético declarou em 31 de outubro, após a Polônia ocupar a região de Zaolzie, que o pacto se mantinha em vigor; e foi reafirmado pelas duas potências em 26 de novembro de 1938. Finalmente, o pacto foi rompido pelos soviéticos em 17 de setembro de 1939, quando o Exército Vermelho se juntou as forças da Alemanha nazista em sua invasão da Polônia, em conformidade com os protocolos secretos do Pacto Molotov-Ribbentrop.
O pacto foi considerado na época como um grande sucesso da diplomacia polaca, muito enfraquecida pela guerra aduaneira com a Alemanha, pela desistência de partes do Tratado de Versalhes, e afrouxamento dos laços com a França. Também reforçou a posição de negociação polonesa com a Alemanha, que resultou na assinatura do pacto de não agressão germano-polonês 18 meses mais tarde.